# Walburgisreuth
Walburgisreuth ist ein Gemeindeteil der Gemeinde Konradsreuth im Landkreis Hof (Oberfranken, Bayern). Walburgisreuth liegt in der Gemarkung Föhrenreuth.

## Geografie
Die Einöde liegt im Waldgebiet Kröglitz unmittelbar östlich der Bundesautobahn 9. Ein Anliegerweg führt 600 Meter nördlich nach Schödelshöhe zur Kreisstraße HO 7.

## Geschichte
1562 wurde der Ort „Walburgenreuth“ genannt. Er gehörte damals zum Spital Hof. Gegen Ende des 18. Jahrhunderts bestand Walburgisreuth aus zwei Anwesen. Die Hochgerichtsbarkeit  hatte das bayreuthische Stadtvogteiamt Hof. Das Hospitalamt Hof war Grundherr der beiden Anwesen.
Von 1797 bis 1810 unterstand Walburgisreuth dem Justiz- und Kammeramt Hof. Infolge des Ersten Gemeindeedikts wurde Walburgisreuth dem 1812 gebildeten Steuerdistrikt Konradsreuth und der zugleich entstandenen Ruralgemeinde Föhrenreuth zugewiesen. Im Zuge der Gebietsreform in Bayern wurde Walburgisreuth am 1. Januar 1972 nach Konradsreuth eingemeindet.

### Einwohnerentwicklung
| Jahr      | 1799  | 1819  | 1861   | 1871   | 1885   | 1900   | 1925   | 1950   | 1961   | 1970   | 1987   | 2025  |
| Einwohner | 10    | 15    | 17     | 16     | 20     | 18     | 16     | 11     | 10     | 7      | 8      | 4     |
| Häuser    | 2     |       |        |        | 2      | 2      | 2      | 1      | 2      |        | 2      |       |
| Quelle    | [ 6 ] | [ 7 ] | [ 10 ] | [ 11 ] | [ 12 ] | [ 13 ] | [ 14 ] | [ 15 ] | [ 16 ] | [ 17 ] | [ 18 ] | [ 1 ] |

## Religion
Walburgisreuth ist seit der Reformation evangelisch-lutherisch geprägt und bis heute nach Leupoldsgrün gepfarrt.